# أنوبام ساركار
أنوبام ساركار (26 أبريل 1985 بكلكتا في الهند - ) هو لاعب كرة قدم هندي في مركزي الدفاع والظهير. شارك مع منتخب الهند تحت 20 سنة لكرة القدم ومنتخب الهند لكرة القدم. أما مع النوادي، فقد لعب مع نادي إيست بنغال ونادي موهون باغان وFC Adeli Batumi ‏ وUnited SC ‏ ونادي محمدان ونادي مدينة بونه لكرة القدم.

## روابط خارجية
- أنوبام ساركار على موقع قاعدة بيانات كرة القدم.إي يو (الإنجليزية)
- أنوبام ساركار على موقع Soccerway.com (الإنجليزية)
- أنوبام ساركار على موقع GSA (الإنجليزية)